# 再增力
再增力是指將人造衛星的高度提升到低地球軌道的過程以延遲其因為軌道衰變而[[進入大氣層|重返大氣層。